# Seichō Matsumoto
Seichō Matsumoto (japanska: 松本 清張?, Matsumoto Seichō), född Kiyoharu Matsumoto 21 december 1909 i Fukuoka, död 4 augusti 1992 i Tokyo, var en japansk författare känd för sina kriminalromaner. Innan han blev författare arbetade han på tidningen Asahi Shimbun. Efter att ha vunnit Akutagawa-priset för sin roman Aru 'Kokura Nikki' den (1952) vid 44 års ålder avslutade han sin karriär som tidningsreporter för att helt ägna sig åt romanskrivande. Förutom deckare skrev han även facklitterära böcker om historia och arkeologi.
Matsumoto föddes i en arbetarfamilj och tog fabriksjobb efter att han gått ut grundskolan. Han genomgick aldrig högre utbildning. Tack vare sina erfarenheter med tryckpressmaskiner fick han jobb på Asahi Shimbun där han arbetade som redigerare och journalist.
Till skillnad från tidigare japanska deckarförfattare som Edogawa Ranpo vars böcker ofta hade en genialisk detektiv som löste brott i stil med Sherlock Holmes var Matsumotos böcker "sociala kriminalromaner" där huvudkaraktären ofta tampades med korrupt makt och andra mäktiga personer som försöker dölja sina brott. Matusmotos skönlitterära deckare var ofta baserade på riktiga brottsfall som var både kända och okända för allmänheten.
Han avled av levercancer 82 år gammal.